# 一戰往事
《一戰往事》（英語：Parade's End），愛爾達電視譯作《榮耀之盡》，中國大陸譯為「队列之末」，是一部英國BBC、美國HBO、比利時VRT合作的电视剧，改编自福特·馬多克斯·福特的同名四部曲小说。故事敘述贵族克里斯托弗（班奈狄克·康柏拜區饰）先是爱上了荒淫的西尔维亚（丽贝卡·豪尔饰），但结婚后她继续荒淫。此时他又爱上了清纯的瓦伦丁（雅德蕾德·克萊門斯饰）。父母深受打击，相继离去。此时一战爆发，克里斯托弗上前线后，西尔维亚重新发现自己对的爱。但在战争结束后，他选择了瓦伦丁。
本剧5集由苏珊娜·怀特导演，湯姆·斯托帕德编剧，于2012年8月至9月在英國廣播公司第二台播出。